# Meg Chambers Steedle
Meg Chambers Steedle (30 maart 1990, Winston-Salem) is een Amerikaanse actrice.

## Carrière
Steedle begon in 2008 met acteren in de korte film Slit and Commit, waarna zij nog meerdere rollen speelde in films en televisieseries. Zij is bekend van haar rol als Billie Kent in de televisieserie Boardwalk Empire (2012) en van haar rol als Francesca 'Frankie' Pulaski in de televisieserie The Mysteries of Laura (2015). Voor haar rol in Boardwalk Empire werd zij in 2013 samen met de cast genomineerd voor een Screen Actors Guild Awards in de categorie Beste Optreden door een Cast in een Televisieserie. Naast het acteren voor televisie is zij ook actief in het theater.

## Filmografie

### Films
Uitgezonderd korte films.
- 2021 Writing Around the Christmas Tree - als Olive Olsen
- 2018 Staties - als Reese Yeldon
- 2018 Gone Are the Days - als Heidi
- 2014 Salvation - als Lily Knox
- 2013 Horizon - als Ellen

### Televisieseries
Uitgezonderd eenmalige gastrollen.
- 2022 A Friend of the Family - als Sherry - 4 afl.
- 2021 Jupiter's Legacy - als Jane Coleman - 5 afl.
- 2019 Mr. Mercedes - als Danielle Sweeney - 5 afl.
- 2016-2017 Code Black - als dr. Kelly Pruitt - 2 afl.
- 2015 The Mysteries of Laura - als Francesca 'Frankie' Pulaski - 8 afl.
- 2012 Boardwalk Empire - als Billie Kent - 7 afl.